# Debbie Gravitte
Debbie Gravitte, geboren als Debbie Shapiro (Los Angeles, 29 september 1954), is een Amerikaanse zangeres en actrice.

## Biografie
Debbie Shapiro debuteerde op Broadway in het stuk They're Playing Our Song (1979–1981). Verdere rollen speelde ze in Perfectly Frank (1980), Blues in the Night (1982), Zorba (1983–1984) en Les Misérables (1994). Voor Jerome Robbins Broadway (1989–1990) kreeg ze de Tony Award als beste bijrol in een musical. Ze werd ook genomineerd voor de New York Showstopper Award.
Met haar nachtclubprogramma trad Shapiro op in New York, Londen en Atlanta, waar ze Jay Leno, Harry Anderson en George Burns als gasten verwelkomde. Tot haar zangrepertoire behoren songs van Sammy Fain, Paul Francis Webster, Jule Styne, Jerry Herman, Alan Menken en Stephen Sondheim.
In de 8-delige CBS-serie Trial an Error uit 1988 had ze een hoofdrol, er werden echter maar drie afleveringen uitgezonden. Verder werkte ze mee in de NBC-serie Pursuit of Happiness en de PBS-producties Live from the Kennedy Center, Boston Pops Celebrate Bernstein en Ira Gershwin's 100th Birthday Celebration (uit de Royal Albert Hall en de Carnegie Hall). In de film Isn't She Great met Bette Midler had ze in 2000 een optreden als Eydie Gormé. Met het New York City Ballet trad ze op in Peter Martins Thou Swell aan het Lincoln Center.

## Privéleven
Debbie Shapiro is sinds 1986 getrouwd met de acteur Beau Gravitte.

## Discografie

### Musicaloptredens
Broadway-producties:
- 1979-1981: They're Playing Our Song (Chorstimme)
- 1980: Perfectly Frank
- 1982: Blues in the Night (hoofdrol)
- 1983/1984: Zorba
- 1989/1990: Jerome Robbins' Broadway
- 1993: Ain't Broadway Grand
- 1994: Les Misérables (dubbele bezetting)
- 2003/2004: Chicago (dubbele bezetting)

## Filmografie
- 1988: Trial and Error (tv-serie, 8 afleveringen)
- 1989: The Little Mermaid (animatiefilm, spreekrol)
- 2000: Ist sie nicht großartig?

- Bibliothèque nationale de France: cb142265996 (data)
- Gemeinsame Normdatei: 134683269
- International Standard Name Identifier: 0000 0001 1467 6907
- Library of Congress Control Number: n95019448
- MusicBrainz: d170fd75-266a-4397-908c-83c0bb717807
- Nationale Bibliotheek van Israël: 987007451334105171
- Virtual International Authority File: 10060511
- WorldCat: E39PCjGMQykKHJF8wbVWQVGKtX